# Zbigniew Strzemiecki (szachista)
Zbigniew Strzemiecki (ur. 19 stycznia 1993 w Skwierzynie) – polski szachista, mistrz międzynarodowy od 2011 roku.

## Kariera szachowa
W 2000 r. zdobył we wsi Załęcze Wielkie tytuł mistrza Polski przedszkolaków. W kolejnych latach wielokrotnie startował w finałach mistrzostw Polski juniorów w różnych kategoriach wiekowych, zdobywając 5 medali: 3 złote (Wisła 2003 – do 10 lat, Kołobrzeg 2004 – do 12 lat, Bęsia 2006 – do 14 lat) oraz 2 srebrne (Kołobrzeg 2002 – do 10 lat, Chotowa 2009 – do 16 lat). Był również wielokrotnym reprezentantem Polski na mistrzostwach świata i Europy juniorów (najlepszy wynik: VI m. na ME do 16 lat, Fermo 2009). W 2005 r. zdobył w Chalkidiki złoty medal mistrzostw świata uczniów w kategorii do 12 lat. W 2007 r. wypełnił pierwszą normę na tytuł mistrza międzynarodowego podczas festiwalu w Cappelle-la-Grande. W 2010 r. podczas rozegranego w Warszawie finału mistrzostw Polski wypełnił drugą normę na tytuł mistrza międzynarodowego, zwyciężył (wspólnie z Mateuszem Bronowickim) w V Międzynarodowym Pucharze ZG AZS, rozegranym we Wrocławiu (trzecia norma), zdobył w Pardubicach tytuł drużynowego mistrza Europy juniorów do 18 lat oraz podzielił I m. (wspólnie z Kacprem Piorunem) w memoriale Akiby Rubinsteina w Polanicy-Zdroju. W 2011 r. po raz drugi w karierze zdobył tytuł drużynowego mistrza Europy juniorów do 18 lat.
Najwyższy ranking w dotychczasowej karierze osiągnął 1 marca 2013 r., z wynikiem 2446 punktów zajmował wówczas 48. miejsce wśród polskich szachistów.